# Unie van Waterschappen
De Unie van Waterschappen, voorheen Unie van Waterschapsbonden, is een koepelorganisatie, opgericht in 1927.

## Geschiedenis
In de 19e en begin 20e eeuw waren er in Nederland duizenden waterschappen die toen nog per provincie in een waterschapsbond waren verenigd. In 1927 verenigden de provinciale waterschapsbonden zich in deze nationale bond.
De oorspronkelijke functie van de Unie van Waterschappen was het ondersteunen van de waterschappen in hun activiteiten. In de loop van de 20e eeuw veranderde die functie, doordat de waterschappen grote professionele organisaties werden die nauwelijks nog ondersteuning nodig hadden. Tegenwoordig ligt de rol van de Unie van Waterschappen op het vlak van belangenbehartiging en het stimuleren van kennisuitwisseling, samenwerking en innovatie. De Unie vertegenwoordigt de waterschappen in het nationale en internationale speelveld.

## Vereniging
De Unie van Waterschappen is gevestigd in Den Haag en telt ongeveer 70 werknemers. De Unie organiseert jaarlijks meerdere evenementen, waaronder de Waterschapsdag, om waterschappen en relaties op de hoogte te houden van ontwikkelingen en actualiteiten in de waterschapswereld.